# 比洛卡明卡
51°12′50″N 28°45′4″E / 51.21389°N 28.75111°E
比洛卡明卡（烏克蘭語：Білокамінка）是位於烏克蘭北部日托米爾州裏科羅斯堅區的村莊，始建於1987年，面積0.25平方公里，海拔高度168米，2001年人口188。